# Belauer See
Der Belauer See ist einer von sechs Seen der Bornhöveder Seenkette und liegt etwa 25 km südlich der Stadt Kiel in Schleswig-Holstein.

## Seenkette
Die Bornhöveder Seenkette besteht aus sechs Seen:
- Bornhöveder See
- Schmalensee
- Belauer See
- Stolper See
- Schierensee
- Fuhlensee

Durch die vier erstgenannten Seen fließt die Alte Schwentine, die beiden letztgenannten Seen sind über Vorfluter mit dem Gewässernetz der anderen Seen verbunden. Die Alte Schwentine verlässt den Stolper See an seinem Nordende und fließt weiter über den Postsee und die Schwentine in die Kieler Förde.
Aufgrund der chemischen Beschaffenheit sind alle sechs Seen überwiegend eutroph und nährstoffreich, haben eine hohe Planktonproduktion und somit Sichttiefen von 1 bis 2 m.
Sie gehören einem dimiktisch-holomiktischen Seentyp an mit sommerlicher Temperaturschichtung.

## Allgemeine Daten
Der Belauer See liegt im Kreis Plön auf 54° 6' nördlicher Breite und 10° 16' östlicher Länge im Ostholsteinischen Jungmoränenland direkt westlich der Gemeinde Belau.
Der See misst 2350 m in Nord-Süd- und 800 m in Ost-West-Richtung, seine gesamte Uferlinie beträgt 5650 m.
Das Volumen des Belauer Sees beträgt 10,18 Mio. m³, er bedeckt eine Fläche von 1,13 km² und hat eine mittlere Tiefe von 9,0 m und eine maximale Tiefe von 25,6 m. Das oberirdische Gesamteinzugsgebiet beträgt einschließlich der Seefläche 26,43 km², das Einzugsgebiet im engeren Sinne (ohne den Zulauf aus dem Schmalensee) 4,4 km².